# Allastena
Allastena is een geslacht van kevers uit de familie bladkevers (Chrysomelidae).
De wetenschappelijke naam van het geslacht werd in 1893 gepubliceerd door Thomas Broun.

## Soorten
- Allastena eminens Broun, 1917
- Allastena nitida Broun, 1893
- Allastena piliventris Broun, 1915
- Allastena quadrata Broun, 1893